# Кураково (Татарстан)
Кураково (тат. Кураково) — село в Менделеевском районе Татарстана. Входит в Енабердинское сельское поселение.

## История
Известно с 1716 г. В документах XVIII в. упоминается под названиями Новая Тойма, Козмодемьянское. Жители первоначально принадлежали Казанской Седмиозёрной пустыни, в 1764 г. были переведены в разряд экономических, в 1781 г. приписаны к Воткинскому железоделательному заводу, с 1841 г. относились к категории государственных крестьян. Основные занятия жителей в этот период – земледелие и скотоводство, были распространены извоз, красильный промысел в Самарской губернии.
Село являлось центром большого прихода, в который входили удмурты, русские, марийцы, татары-кряшены (всего жители 19 населенных пунктов). В 1819 г. взамен сгоревшей деревянной Козьмодемьянской церкви была построена кирпичная однопрестольная, в 1841 г. перестроена в двухпрестольную (памятник культовой архитектуры в стиле позднего русского провинциального ампира; с 2016 г. ведется реставрация).
По сведениям 1859 г., в селе располагалось волостное правление; функционировали Козьмодемьянская церковь, земская школа (в 1845–1871 гг. принадлежала ведомству Министерства государственных имуществ), хлебозапасный магазин, питейный дом, 2 мельницы, 2 торжка.
В 1904 г. открыта библиотека (в 1915 г. насчитывалось 740 книг).
- Статус:
  - До 1920 года — административный центр Кураковской волости Елабужского уезда Вятской губернии Российской империи и РСФСР
  - 1920-21 годы — деревня Вотской автономной области РСФСР
  - 1921-28 годы — деревня Елабужского кантона Автономной Татарской Советской Социалистической Республики
  - 1928-30 годы — деревня Челнинского кантона Автономной Татарской ССР
  - 10 августа 1930-31 годы — деревня Бондюжского района Автономной Татарской ССР
  - 20 января 1931-35 годы — деревня Елабужского района Автономной Татарской ССР
  - 10 февраля 1935-63 годы — деревня Бондюжского района Татарии
  - 1 февраля 1963-85 годы — деревня Елабужского района Татарской АССР
  - с 15 августа 1985 года — деревня Менделеевского района Татарской АССР

## Население
| 1744 | 1781 | 1836 | 1859 | 1887 | 1905 | 1920 | 1926 | 1938 | 1949 | 1958 | 1970 | 1979 | 1989 | 2002 | 2010 | 2017 |
| ---- | ---- | ---- | ---- | ---- | ---- | ---- | ---- | ---- | ---- | ---- | ---- | ---- | ---- | ---- | ---- | ---- |
| 64   | 116  | 349  | 429  | 617  | 697  | 638  | 631  | 588  | 374  | 310  | 209  | 236  | 86   | 53   | 41   | 46   |

Национальный состав: 2002 - русские (81%); 2017 - русские (97%). 

## Образование и культура
В 1917 г. в селе открыта начальная школа, в 1950 г. преобразована в неполную среднюю, в 1997 г. закрыта.
До 1999 г. работала библиотека. Действует Козьмодемьянская церковь (в некрополе церкви захоронены елабужские купцы Тарасовы, священник И.Ф.Невоструев, земский начальник В.И.Новицкий).
Имеется 2 обустроенных родника.

## Известные уроженцы
В.Г.Бурков (1901–1957) – генерал-лейтенант танковых войск, участник Великой Отечественной войны, кавалер орденов Ленина, Красного Знамени (четырежды).